# Курсант (должность)
Курса́нт:

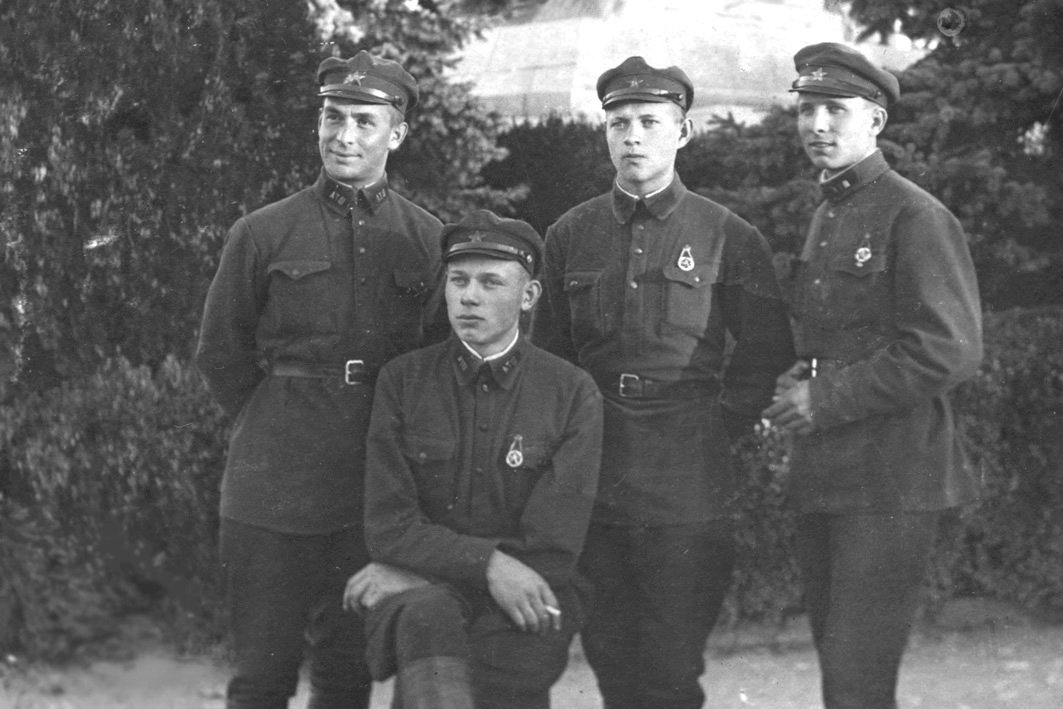
Курсанты Ленинградского артиллерийского училища. 1933 год

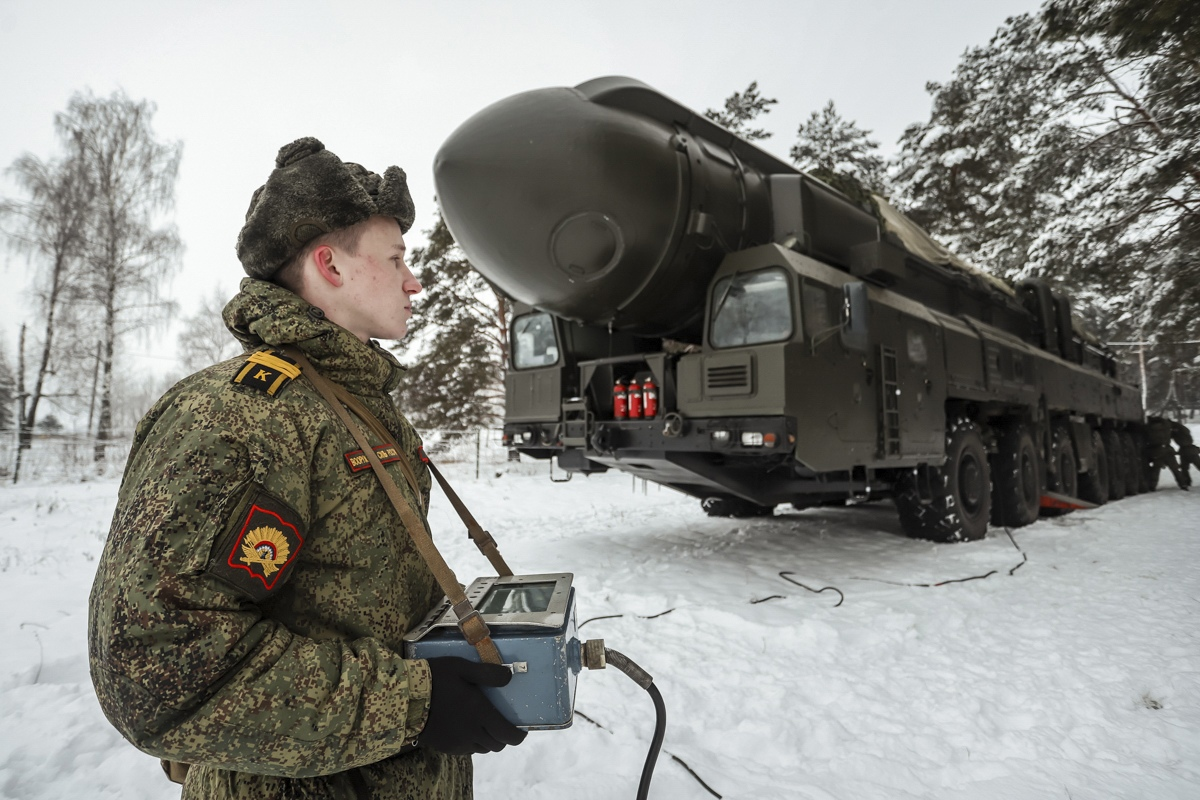
Курсант на тактическом учении с выводом подвижного грунтового ракетного комплекса «Тополь» в Серпуховском филиале Военной академии РВСН, 2020 год.

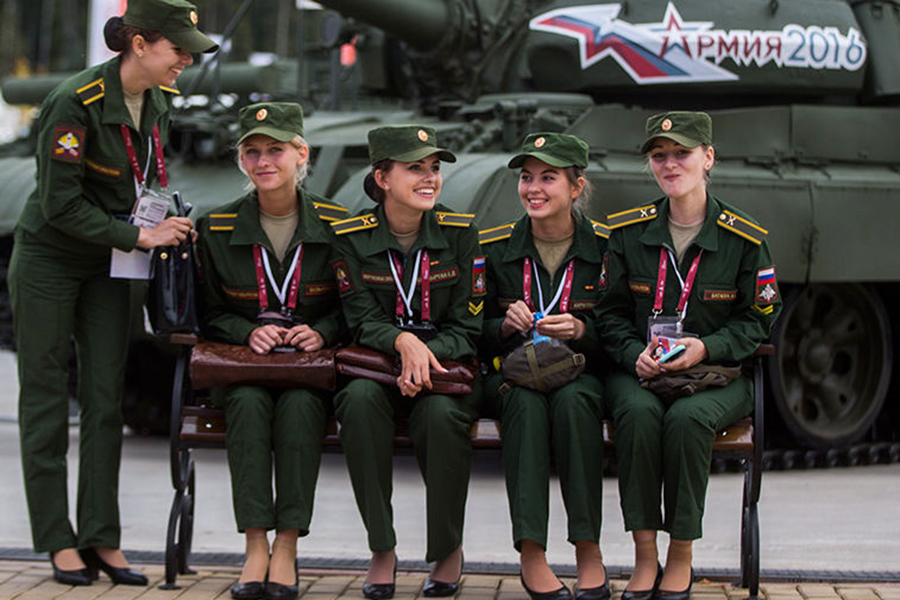
Курсанты (женского пола) второго курса, на выставке «Армия-2016», 2016 год.

1. воинская должность, на которую назначается гражданин, зачисленный в военное образовательное учреждение профессионального образования (ВОУПО) (в этом случае курсант имеет знаки различия) или учащийся (рядовой) в учебном формировании по какой-либо военно-учётной специальности (а в этом случае знаков различия курсант не имеет) и не имеющий офицерского воинского звания.
2. название военнослужащего, назначенного на эту должность.
3. должность обучающихся в высших мореходных и мореходных училищах НКМФ, ММФ, МРФ, ММРФ, ГУСМП, МРХ СССР, установлена Положением о …мореходных училищах, так как после окончания этих учебных заведений выпускникам присваивалось звание офицера запаса ВМФ (ВМС) СССР.
4. название учащегося летного и технического училища (колледжа) либо университета гражданской авиации.

Единственная должность в ВС России, имеющая знаки различия в виде погон. В англо-саксонском военном деле курсант — офицерский кадет (англ. officer cadet).

## История
В 1918 году после развала Русской гвардии, армии и флота в целях подготовки командного (начальствующего) состава в РККА и РККФ были организованы всевозможные курсы и школы. Учащихся на этих курсах стали называть курсантами. Позднее официально была определена и должность для обучающихся военных образовательных учреждениях профессионального образования — курсант.
1 ноября 1973 года приказом Министра обороны СССР № 250 на погоны курсантов военных училищ была введена литера «К». Буква «К» из анодированного алюминия (на парадно-выходные кители) золотистого цвета высотой 30 миллиметров располагалась на расстоянии 25 миллиметров от нижнего края погона до нижнего края буквы. На погоны шинели и повседневной формы наносились буквы из пластизоля.
В некоторых вооружённых силах социалистических государств (например, в Национальной народной армии ГДР) также были курсанты (нем. Kursant).
В вооружённых силах некоторых постсоветских государств также осталась должность курсант.
За пределами постсоветского пространства лица, проходящие высшее военное образование, в том числе и в странах НАТО на разных языках, называются по-разному. В англоязычных странах, как входящих, так и не входящих в НАТО, аналогичная должность называется «officer — cadet», в Германии, Австрии и Швейцарии — Offizieranwärter, в Чили, а также ряде других испаноязычных стран называется — Aspirante a oficial.

## Военная служба

### Отбор
С поступающими в военное образовательное учреждение профессионального образования на должности курсантов проводится профессиональный отбор кандидатов на зачисление, он включает в себя определение:
- годности кандидатов к поступлению в военное образовательное учреждение профессионального образования по состоянию здоровья;
- уровня физической подготовленности кандидатов;
- категории профессиональной пригодности кандидатов на основе их социально-психологического, психологического и психофизиологического состояния;
- уровня общеобразовательной подготовленности кандидатов по результатам единого государственного экзамена (ЕГЭ) по общеобразовательным предметам обучения в средней (полной) школе или техникуме (ПТУ).

### Служба
В зависимости от военного образовательного учреждения профессионального образования срок обучения курсанта составляет по специальностям (ВУС):
- высшего профессионального образования (ВПО) — 4 года, 5 лет или 6 лет (в зависимости от вуза и специальности);
- среднего специального образования (ССО) — три года;
- младшего специального образования (МСО) — три месяца.

В ВС России предусмотрено, что курсант военного образовательного учреждения профессионального образования ВПО должен:
- лётного, за время учёбы и службы освоить конкретный тип самолёта (вертолёта) и иметь на нём в среднем не менее 170 часов налёта;
- общевойскового, за время учёбы и службы освоить боевые машины по ВУС и набрать до 250 часов их вождения;
- десантного, за время учёбы и службы освоить боевые машины по ВУС и набрать до 250 часов их вождения и совершить более 30 прыжков с парашютом, в различных условиях.

Все курсанты в военном образовательном учреждении профессионального образования находятся на полном государственном обеспечении (денежное довольствие (с учётом выслуги лет и качества учёбы), проживание, питание, обмундирование, транспорт и так далее).
Курсантам предоставляется бесплатный проезд к месту проведения каникулярного отпуска один раз в год.
Курсанты, отчисленные из военного образовательного учреждения профессионального образования по недисциплинированности, нежеланию учиться, неуспеваемости либо отказавшиеся заключать контракт, возмещают средства федерального бюджета, затраченные на их военную подготовку, в сумме, определяемой постановлением Правительства Российской Федерации.

## Форма одежды
Приказом МО СССР № 120, от 4 августа 1956 года «О введении в действие Правил ношения военной формы одежды сержантами, старшинами, солдатами, матросами, курсантами и воспитанниками Советской Армии и Военно-Морского Флота (на мирное время)» была установлена следующая военная форма одежды курсантам военных училищ Советской Армии и Военно-Морского Флота ВС СССР на мирное время:
Парадно-выходная.
- летняя:
  - парадно-выходная фуражка защитного цвета с цветным околышем
  - парадно-выходной закрытый мундир защитного цвета
  - парадно-выходные шаровары синего цвета
  - сапоги
  - поясной ремень
  - ордена, медали и нагрудные знаки
- зимняя:
  - шапка-ушанка
  - однобортная шинель серого цвета
  - парадно-выходной закрытый мундир защитного цвета
  - парадно-выходные шаровары синего цвета
  - сапоги
  - поясной ремень
  - коричневые перчатки
  - ордена, медали и нагрудные знаки на мундире.

Повседневно-полевая
- летняя:
  - суконная пилотка[3] защитного цвета
  - гимнастерка и шаровары защитного цвета
  - сапоги
  - поясной ремень
  - ленты орденов и медалей и нагрудные знаки
- зимняя:
  - шапка-ушанка
  - однобортная шинель серого цвета
  - гимнастерка защитного цвета
  - шаровары синего цвета
  - сапоги
  - поясной ремень
  - коричневые перчатки
  - ленты орденов и медалей и нагрудные знаки на гимнастерку

Рабочая
- летняя:
  - пилотка[5] защитного цвета
  - гимнастерка и шаровары защитного цвета
  - сапоги
  - поясной ремень
- зимняя:
  - шапка-ушанка
  - ватная куртка или шинель
  - гимнастерка и шаровары защитного цвета
  - сапоги
  - поясной ремень
  - перчатки

### Знаки различия
Предусмотрены всевозможные знаки различия для курсантов, как то: погоны, нарукавные знаки (просторечие курсовка) и так далее.

109. Курсанты военно-учебных заведений (кроме ВМФ) погоны носят:
- на кителях, пальто зимних — нашивные погоны с полем защитного (для курсантов ВВС — синего) цвета, с продольными полосами золотистого цвета по боковым сторонам;
- на плащах демисезонных, куртках шерстяных и рубашках — съемные погоны с полем защитного (для курсантов ВВС — синего) цвета, с продольными полосами золотистого цвета по боковым сторонам;
- на куртках камуфлированного цвета — съемные погоны камуфлированного цвета.

На погонах размещена буква «К» золотистого цвета. Высота буквы — 20 мм, расстояние от нижнего края погона до буквы — 15 мм. На погонах старшин, сержантов и ефрейторов в соответствии с воинским званием размещены металлические угольники золотистого цвета.— Приказ Министра обороны Российской Федерации № 210, от 28 марта 1997 года.
Курсанты учебных дивизий проходят службу по призыву и носят погоны рядовых Вооружённых Сил Российской Федерации. В ВС СССР также носили погоны рядовых.

#### Повседневные погоны
Расцветки погон для курсантов по видам ВС, родам войск видов ВС и спецвойскам (спецслужбам) ВС СССР:
- общевойсковые и стрелковые (мотострелковые) — красный;
- авиация и ВДВ — голубой;
- пограничные войска — зелёный;
- КГБ — васильковый;
- внутренние войска — краповый;
- все остальные рода войск — чёрный.

ВС России, с 1994 года по 2010 год. Нашивные погоны к повседневной форме одежды курсанта в авиации ВВС, воздушно-десантных войсках, в воинском звании ...
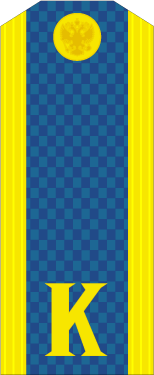
... Рядовой
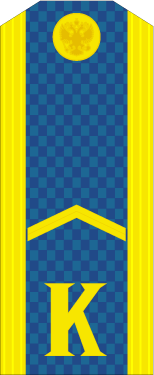
... Ефрейтор
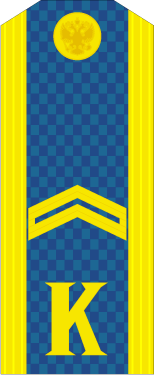
... Младший сержант
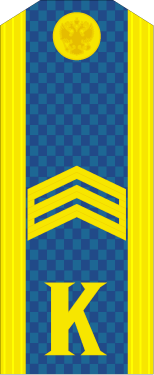
... Сержант
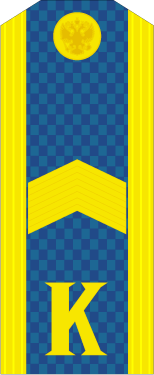
... Старший сержант
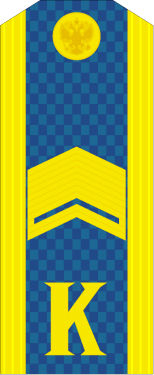
... Старшина

Погоны «Курсантa» ...
... к повседневной и парадной форме одежды BBC
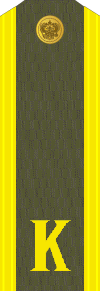
к повседневной и парадной форме одежды СВ и РВСН
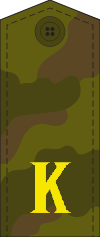
Вшитый погон к полевой форме одежды ВС России, с 1994 года по 2010 год.
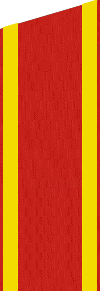
Нашивной погон к повседневной форме одежды в СВ ВС России, с 2010 года.
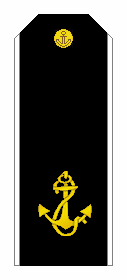
... ВМФ c 1994 по 2010 года, к парадной форме одежды.
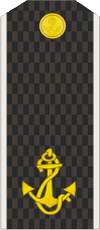
... ВМФ c 1994 по 2010 года, к повседневной форме одежды.

## Интересные факты
- В ВС СССР — единственная должность (в военных училищах и академиях), имеющая знаки различия в виде погон. В Вооружённых Силах Российской Федерации «курсант» указано среди воинских званий: рядовой (курсант)[7].
- В военных училищах (институтах), академиях и учебных формированиях сохранили традицию РККА обращаться к военнослужащим солдатского состава по названию должности: «Курсант Пупкин», «Товарищ курсант». То есть, воинское звание курсанта — рядовой, но к нему положено обращаться не по званию, а по должности.

64. …Курсантов военных образовательных учреждений профессионального образования, не имеющих воинских званий сержантского и старшинского состава, состава прапорщиков и мичманов, а также курсантов учебных воинских частей (подразделений) при обращении к ним называть: «Курсант Иванов», «Товарищ курсант»…— О воинской вежливости и поведении военнослужащих, Глава 2. Взаимоотношения между военнослужащими, Устав внутренней службы Вооружённых сил Российской Федерации (утверждён Указом Президента Российской Федерации от 14 декабря 1993 года № 2140)
- В ВС Союза ССР курсанты военных и военно-морских училищ, отчисленные от училищ за плохую успеваемость или дисциплинарные проступки, были обязаны отслужить в строевых частях Советской Армии (Красной Армии) или Военно-Морского Флота срок действительной военной службы без зачёта времени обучения в училищах.